# Ermida de Nossa Senhora de Lurdes (Carapacho)

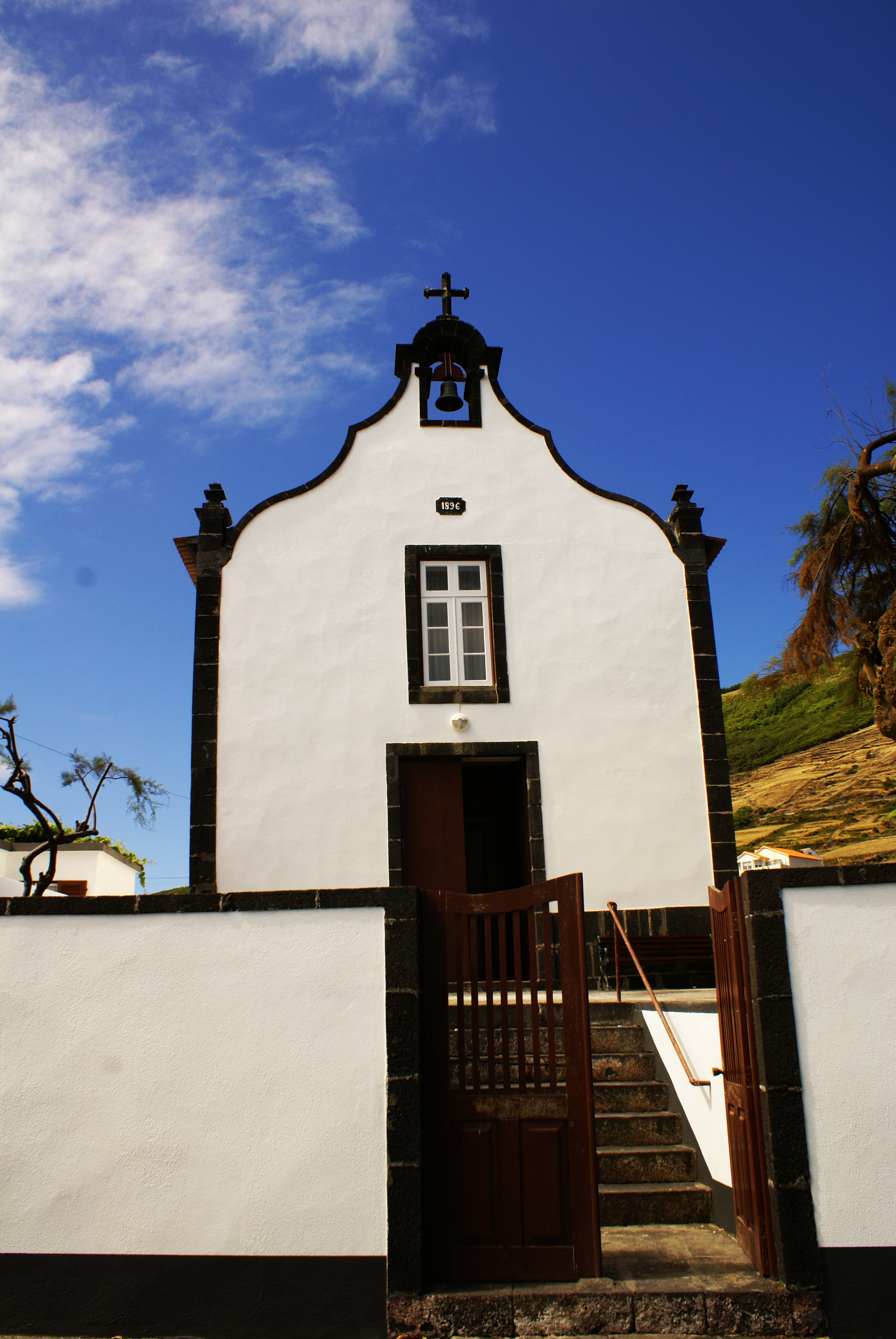
Ermida de Nossa Senhora de Lurdes, fachada.

A Ermida de Nossa Senhora de Lurdes é uma Ermida portuguesa localizada na aldeia do Carapacho, localidade da freguesia de Luz, no concelho de Santa Cruz da Graciosa, na ilha Graciosa, no arquipélago dos Açores.
Esta ermida tem como data de construção o ano de 1896, tendo essa construção sido da iniciativa de forasteiros, principalmente oriundos da ilha Terceira que procuravam esta localidade para passar férias e para fazerem uso das Termas do Carapacho.